# انتونیو دوناروما
انتونیو دوناروما (ایتالیایی: Antonio Donnarumma؛ زادهٔ ۷ ژوئیه ۱۹۹۰)، بازیکن فوتبال اهل ایتالیا است که در پست دروازه‌بان، برای باشگاه پادوا در سری سی فوتبال ایتالیا بازی می‌کند.
از باشگاه‌هایی که در آن بازی کرده‌است می‌توان به میلان، پیاچنزا، جنوا، باری و آستراس تریپولی اشاره کرد.
وی برادر بزرگتر جانلوئیجی دوناروما دروازه‌بان پاری سن ژرمن است.